# Akira Miyawaki

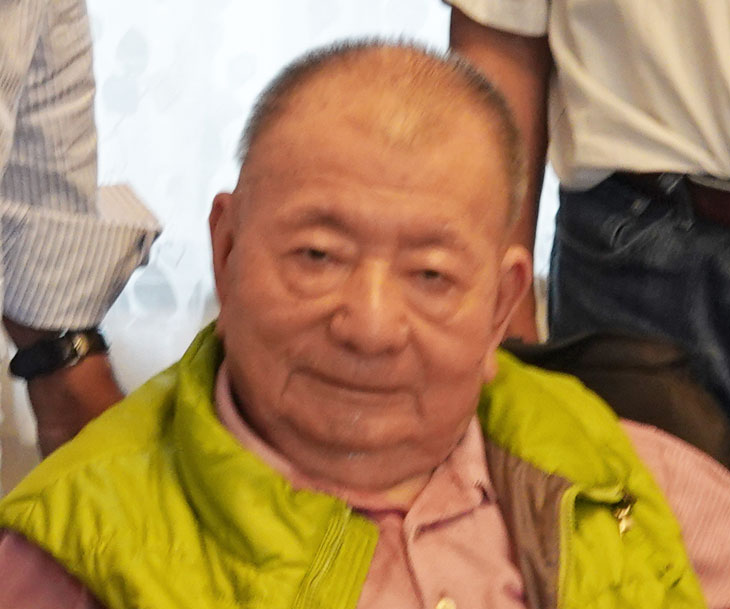
Akira Miyawaki (2019)

Akira Miyawaki (jap. 宮脇 昭, Miyawaki Akira; * 29. Januar 1928 in Nariwa (heute: Takahashi), Präfektur Okayama; † 16. Juli 2021) war ein japanischer Hochschullehrer und Pflanzensoziologe.

## Laufbahn
Akira Miyawaki wurde 1928 als vierter Sohn einer Reisbauerfamilie in einem kleinen Dorf in der Region Chūgoku im Südwesten der japanischen Hauptinsel Honshū geboren. Zunächst besuchte er eine nahegelegene Zwergschule und machte danach, ab 1945, eine dreijährige Ausbildung am Land- und Forstwirtschaftskolleg in Tokio. Nach kurzer Tätigkeit als Lehrer nahm er 1948 ein Studium am Botanischen Institut der Universität Hiroshima auf. 1952 erwarb er dort mit einer Arbeit über Unkräuter den wissenschaftlichen Grad eines Bachelors. Im Anschluss erlangte er bis 1958 eine Stelle als wissenschaftlicher Assistent an der Staatlichen Universität Yokohama und verfasste dort eine Dissertation über Unkräuter und kurzlebige, anthropogene Pflanzen-Gesellschaften.
Eine Weichenstellung für seine weitere Forschungsarbeit wurde der Aufenthalt von 1958 bis 1960 und nochmals von 1963 bis 1964 als Gastforscher an der damaligen Bundesanstalt für Vegetationskartierung in Stolzenau, Niedersachsen, wo er wissenschaftlicher Mitarbeiter von Reinhold Tüxen wurde. 1961 wurde Miyawaki an der Staatlichen Universität Yokohama zum Doctor of Science promoviert.
Nach einer Assistenz-Professur von 1962 bis 1973 leitete er bis 1993 das Institut für Umweltwissenschaften und Umwelttechnologie an der Staatlichen Universität Yokohama und bekleidete von 1985 bis zu seiner Emeritierung 1993 das Amt des Direktors. Seit 1993 war er Direktor des Japanese Center for International Studies in Ecology (JISE).
Von 1977 bis 1978 hatte Miyawaki eine Gastprofessur an der Universität Saarbrücken inne.

## Wirken

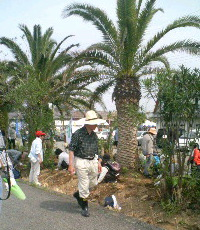
Akira Miyawaki beaufsichtigt die Pflanzung heimischer Vegetation in Tanabe (2007)

Miyawaki war ein profilierter Vegetationskundler, der die Methoden der Braun-Blanquet-Tüxen-Schule in Japan eingeführt und populär gemacht hat. Wegweisend sind seine Arbeiten und Aktivitäten zur Entwicklung in Japan heimischer Waldgesellschaften nach dem Konzept der potentiellen natürlichen Vegetation.
Einige Wirkung hat sein Tiny-Forest-Konzept (Miyawaki-Methode) entfaltet, die Pflanzung kleiner künstlicher Wäldchen (Größe ab ca. 1 Tennisfeld) im städtischen Raum, die durch spezielle Vorbereitung des Bodens, Auswahl der Pflanzen sowie deren dichte Setzung innerhalb weniger Jahre Klein-Biotope von hoher Biodiversität im urbanen Raum bilden. In den Niederlanden wurden seit 2015 100 Miyawaki-Haine angelegt. Auch in London wurde in Chelsea ein Miyawaki-Hain gepflanzt. Der erste derartige Wald in Deutschland wurde 2019 auf einer öffentlichen Fläche in Bönningstedt durch den Verein Citizens Forests e. V. angelegt.

## Mitgliedschaften und Ehrungen
- 1970: Mainichi-Kulturpreis für Naturwissenschaft
- 1981: Ehrendoktor der Philosophischen Fakultät der Universität des Saarlandes
- 1990: Asahi-Preis
- 1991: Goldene Blume von Rheydt
- 1995: Reinhold-Tüxen-Preis
- 1997: Ehrenmitgliedschaft bei der International Association of Vegetation Science
- 2006: Blue Planet Prize als erster japanischer Wissenschaftler

## Schriften (Auswahl)
- Plants and Human (NHK Books)
- The Last Day for Man (Chikuma Shobo)
- Testimony by Green Plants (Tokyo Shoseki)
- Prescription for Restoration of Green Environments (Asahi Shinbun-sha)
- Chinju-no-mori (Native Forests of Native Trees) (Shincho-sha)

## Belege
1. ↑  熱帯林再生など指導　宮脇昭さん死去　93歳　横浜国立大名誉教授. In: mainichi.jp. Mainichi Shimbun, 2. August 2021, archiviert vom Original am 2. August 2021; abgerufen am 28. März 2023 (japanisch, archivierter Originalartikel im Internet Archive ohne Bezahlschranke (Paywall)): „土地本来の樹木で森を再生する植林活動に長年取り組んだ植物生態学者で横浜国立大名誉教授の宮脇昭（みやわき・あきら）さんが7月16日、脳出血のため死去した。93歳。“
2. 1 2  Otti Wilmanns: Laudatio durch Frau Prof. Dr. Otti Wilmanns, Freiburg, zu Ehren von Akira Miyawaki anläßlich der Verleihung des Reinhold-Tüxen-Preises 1995 der Stadt Rinteln. In: Berichte der Reinhold-Tüxen-Gesellschaft. Band 7. Hannover 1995, S. 17–27 (zobodat.at [PDF; 6,7 MB; abgerufen am 28. März 2023]).
3. ↑  Japanese Center for International Studies in Ecology (JISE). Introduction. In: jise.jp. Japanese Center for International Studies in Ecology, abgerufen am 28. März 2023 (englisch, japanisch).
4. ↑  Akira MIYAWAKI. In: jise.jp. Japanese Center for International Studies in Ecology, abgerufen am 28. März 2023 (englisch, japanisch, Biografie von Akira Miyawaki auf der Seite des Japanese Center for International Studies in Ecology (JISE)).
5. ↑  Erster Tiny Forest Deutschlands! In: hnee.de. Abgerufen am 4. September 2021.
6. ↑  Der erste Tiny Forest Deutschlands. In: umweltdialog.de. Abgerufen am 4. September 2021.
7. ↑  Hannah Lewis: Fast-growing mini-forests spring up in Europe to aid climate. Miyawaki forests are denser and said to be more biodiverse than other kinds of woods. In: The Guardian (online). 13. Juni 2020, ISSN 1756-3224 (englisch, theguardian.com [abgerufen am 28. März 2023]).
8. ↑  Matthew Ponsford: Mini forest and ‘green tower’ plans among first to meet London’s new green guidelines. Developers will consider contribution to environment using Urban Greening Factor formula. In: The Guardian (online). 25. Dezember 2021, ISSN 1756-3224 (englisch, theguardian.com [abgerufen am 28. März 2023]).
9. ↑  Bönningstedt, Rugenbergener Straße – fertig bepflanzt. Aufforstungsprojekt Rugenbergener Straße/Grellfeldtwiete in Bönningstedt. In: citizens-forests.org. Citizen Forests e. V., 25. Mai 2019, abgerufen am 6. November 2024 (Der erste Tiny Forest Deutschlands in Bönningstedt).
10. ↑  Philip Bethge: So sollen »Miyawaki«-Wälder das Stadtklima verbessern. Spiegel online, 23. August 2021.
11. ↑  Esther Geisslinger:  Baumpflanzaktion für besseres Klima: Miniwälder auf engstem Raum. taz, 17. April 2022.

| Personendaten    | Personendaten                 |
| ---------------- | ----------------------------- |
| NAME             | Miyawaki, Akira               |
| ALTERNATIVNAMEN  | 宮脇 昭 (japanisch)           |
| KURZBESCHREIBUNG | japanischer Pflanzensoziologe |
| GEBURTSDATUM     | 29. Januar 1928               |
| GEBURTSORT       | Nariwa, heute: Takahashi      |
| STERBEDATUM      | 16. Juli 2021                 |